# Mohammed Karim Lamrani
Mohammed Karim Lamrani, född 1 maj 1919 i Fès, Marocko, död 20 september 2018, var en marockansk politiker som i tre perioder var Marockos premiärminister.

## Biografi
Lamrani blev efter en del förvaltningsuppdrag Marockos finansminister 1971 och landets regeringschef i juli samma år. Han innehade denna post i tre perioder, den första fram till november 1972.
Han drog sig tillbaka från politiken 1973, men återkom för att på nytt inneha posten som premiärminister från november 1983 till september 1986 och slutligen en tredje period från augusti 1992 till maj 1994. Den sista regeringen han ledde var en expeditionsministär som ersatte Azzeddine Laraki.
Lamrani var också ägare till ett fosfatbolag och tjänstgjorde som ekonomisk rådgivare till flera marockanska regeringar.